# Wrzosowka

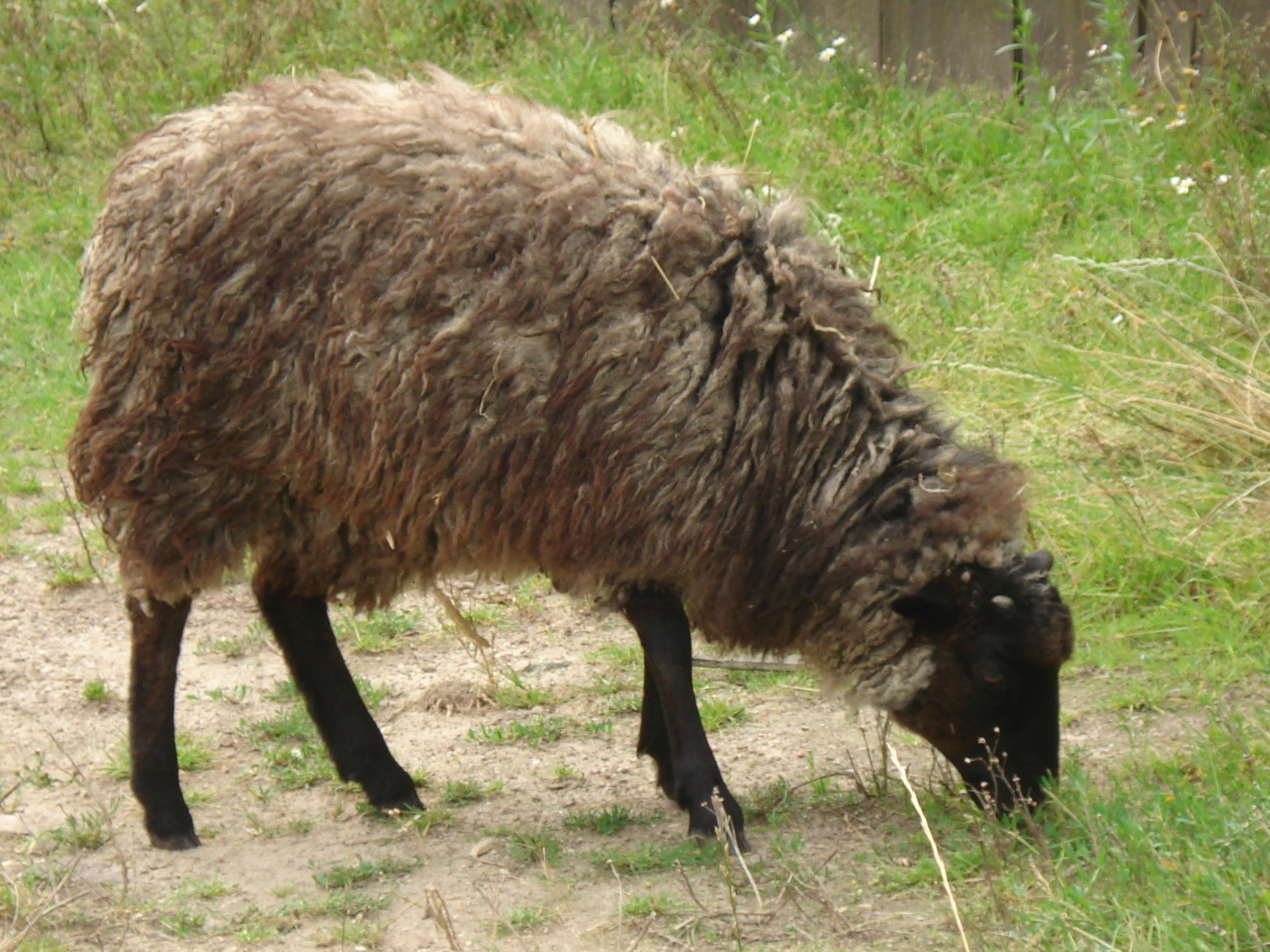
Får av rasen Wrzosowka.

Wrzosowka är en gammal polsk fårras. Den tillhör gruppen av nordiska kortsvansfår även om den inte är nordisk i geografisk mening.
Baggar väger bara kring 35 kg, tackor 25 kg. Färgen är svart, grå eller vit.